# Enderleinellus zonatus
Enderleinellus zonatus är en insektsart som beskrevs av Ferris 1920. Enderleinellus zonatus ingår i släktet Enderleinellus och familjen ekorrlöss. Inga underarter finns listade i Catalogue of Life.